# Trichoptya sinifera
Trichoptya sinifera là một loài bướm đêm trong họ Noctuidae.